# De Kronieken van Narnia: De reis van het drakenschip (boek)
De reis van het drakenschip is in chronologische volgorde het vijfde boek van De Kronieken van Narnia, geschreven door C.S. Lewis. Het Engelse origineel is als derde in de reeks uitgegeven in 1952 onder naam The Voyage of the Dawn Treader.

## Vertaling en verfilming
De eerste Nederlandse vertaling uit 1957 had de titel De wonderreis van het Drakeschip; een nieuwe vertaling uit 1985 had de titel De zeereis van De Dageraad.
Dit deel van De kronieken van Narnia kwamen eind 2010 als film uit.

## Verhaal
Het verhaal begint in Engeland, ongeveer één jaar later op aarde en drie jaar later in Narnia, na de gebeurtenissen van het voorafgaande boek, Prins Caspian.
Edmund en Lucy logeren bij hun vervelende en verwende neefje Eustaas. Terwijl ze naar een schilderij van een schip kijken, komt het schilderij tot leven en worden de kinderen in Narnia getrokken. Ze vallen in zee en worden opgepikt door een drakenschip. Het schip blijkt De Dageraad te zijn van hun oude vriend Koning Caspian, die oostwaarts is uitgevaren om de Zeven Grote Edelen van Narnia, die vanwege hun trouw aan zijn vader door zijn boze oom Miraz waren verbannen, terug te vinden. Eustaas heeft grote moeite aan de nieuwe situatie te wennen, hij klaagt over alles en maakt zich bij niemand geliefd. Hij komt vooral in conflict met de dappere muis Rippertjiep, die op de expeditie meegegaan is omdat hem eens voorspeld was dat hij zo het Land van Aslan zou bereiken aan het eind van de wereld.
Eerst komen ze aan bij de Verlaten Eilanden, in naam deel van Narnia. De kinderen worden gevangengenomen en naar de slavenmarkt gebracht. Caspian wordt gekocht door iemand die een van de gezochte Edelen (Bern) blijkt te zijn. Als ze elkaar herkennen, zorgen ze ervoor dat er een einde komt aan de slavenhandel en dat de corrupte gouverneur van de eilanden vervangen wordt.
Daarna wordt het schip door een storm naar een onbewoond eiland geblazen, waar men vers water gaat inslaan. Eustaas dwaalt af en komt in een grot met een schat terecht, in de omgeving waarvan een draak met een gouden armband net de laatste adem uitblaast. Verblind door de rijkdom doet Eustaas de armband om en valt in de grot in slaap. Hij merkt bij zijn ontwaken dat hijzelf in een draak is veranderd; de andere draak was (waarschijnlijk) een van de Zeven Edelen (Octesian). Na een korte machtsfantasie begrijpt Eustaas dat de verandering hem voorgoed van de rest van de mensheid afsnijdt. Terug bij het schip wordt hij door Lucy herkend; de anderen troosten hem, waaronder Rippertjiep, en zo ondervindt Eustaas voor het eerst in zijn leven wat vriendschap is. Op een avond, terwijl het schip gerepareerd wordt, zit Eustaas alleen en wordt benaderd door een hem onbekende sprekende leeuw, Aslan. Deze vertelt hem dat hij een draak is geworden omdat hij de armband omdeed met slechte draakachtige gedachten, maar dat nu hij van binnen weer mens geworden is, hij ook zijn drakenhuid kan afwerpen. Aslan leidt hem naar een magische bron waar Eustaas zich moet onderdompelen; maar het lukt hem niet de huid van zich af te schudden, totdat Aslan het drakenlijf openklauwt en de mens binnenin bevrijdt. Van dat moment weet Eustaas aan zijn slechte karakter te werken.
Een volgend eiland blijkt de plaats te zijn waar een van de Edelen (Restimar) is omgekomen doordat hij in een meer was gaan zwemmen waarvan het water alles in goud verandert. Bijna komt het tot onderlinge nijd totdat een korte verschijning van Aslan iedereen weer tot zinnen brengt. Men wil het eiland eerst Goudwater noemen maar het besef dat het meer zowel letterlijk als figuurlijk dodelijk is, doet hen besluiten het eiland Doodswater te noemen.
Dan komt men bij het Eiland van de Stemmen die blijken toe te behoren aan onzichtbare wezens die Lucy dwingen het huis van een magiër binnen te gaan, waar ze in een toverboek een spreuk kan vinden om hen weer zichtbaar te maken. Lucy staat op het punt aan de verleiding toe te geven het boek ook te eigen bate te misbruiken, wanneer Aslan verschijnt. De magiër wordt onthuld als een oude ster die door Aslan is aangewezen om, zoals nu zichtbaar wordt, een dwaas volk van eenvoetige dwergen te onderrichten. De wezentjes zijn voorlopig niet in staat een eigen mening te vormen en praten dwangmatig die van anderen na.
Twaalf dagen later bereikt het schip het Duistere Eiland, een door permanente duisternis omgeven stuk land waar een ieder van de angst bezeten raakt dat zijn ergste nachtmerries werkelijkheid worden. Men vindt daar de vierde Edele (Rhoep) levend terug maar wordt zelf slachtoffer van de irrationele paniek totdat een albatros overvliegt en de weg naar het daglicht wijst. Daar aangekomen blijkt het eiland maar een al verdwenen angstdroom.
Uiteindelijk gaat het schip op weg naar het Land van Aslan, ook wel het einde van de wereld genoemd. Uiteindelijk komen ze bij het einde van de wereld. Koning Caspian en zijn bemanning gaan weer terug naar Narnia, de Pevensies en Eustaas blijven achter en worden door Aslan weer naar hun eigen land gestuurd. Rippertjiep vaart over het einde van de wereld naar het Land van Aslan waar hij, blijkens het laatste deel, aankomt.